# Camaleón Ediciones
La Camaleón Ediciones, chiamata inizialmente Patxarán Ediciones, è stata una casa editrice spagnola specializzata in fumetti e riviste sui fumetti.
Con sede a Barcellona, fu fondata da Juan Carlos Gómez e Alex Samaranch nel 1992, sopravvivendo fino alla fine del 1998.

## Storia
La Patxarán Ediciones cominciò pubblicando "tebeo" (fumetti spagnoli) di autori nazionali come Ambigú di Santiago Sequeiros, Keibol Black di Miguel Ángel Martín, serializzato su La Crónica de León dal 1987, e Keko di Sergi San Julián.
Nel 1993 la Camaleón cominciò a pubblicare la parodia Dragon Fall di Nacho Fernández/Álvaro López, que fu un successo; Mondo Lirondo (1993-97) di José Miguel Álvarez, Albert Monteys, Ismael Ferrer e Álex Fito, e Mr. Brain presenta (1993-1997), di Pep Brocal, Manel Fontdevila e Padu.
L'anno seguente si lanciò nella pubblicazione di riviste sui fumetti con Neko, dedicata ai manga, e Slumberland (1995-1998), oltre a creare la raccolta Los libros de Camaleón, composta da monografie dedicate alla cultura popolare. Pubblicarono inoltre fumetti come Tess Tinieblas (1995-97) di Germán García, Manticore (1996) di Josep Busquet e Ramón F. Bachs ecc. In quest'anno fecero uscire anche le fanzine Dolmen e U, el Hijo de Urich e i fumetti Nosotros somos los muertos di Max e Pere Joan e rAu, opera del collettivo Producciones Peligrosas (Artur Díaz Laperla, Marcos Morán, Nacho Antolín, Jordi Borrás e Marcos Prior).
A dicembre di quest'ultimo anno il suo direttore Toni Guiral, che era entrato nel gruppo insieme a Ana María Meca una volta che entrambi avevano abbandonato lo staff della Planeta DeAgostini, annunciò la sua chiusura a causa della mancanza di redditività. A gennaio 1999 pubblicarono le loro ultime uscite e il gruppo si concentrò nell'Estudio Fénix, responsabile della produzione editoriale della Camaleón, ma anche fornitore per altri editori del settore.